# Hans von Ahlefeldt (1710–1780)

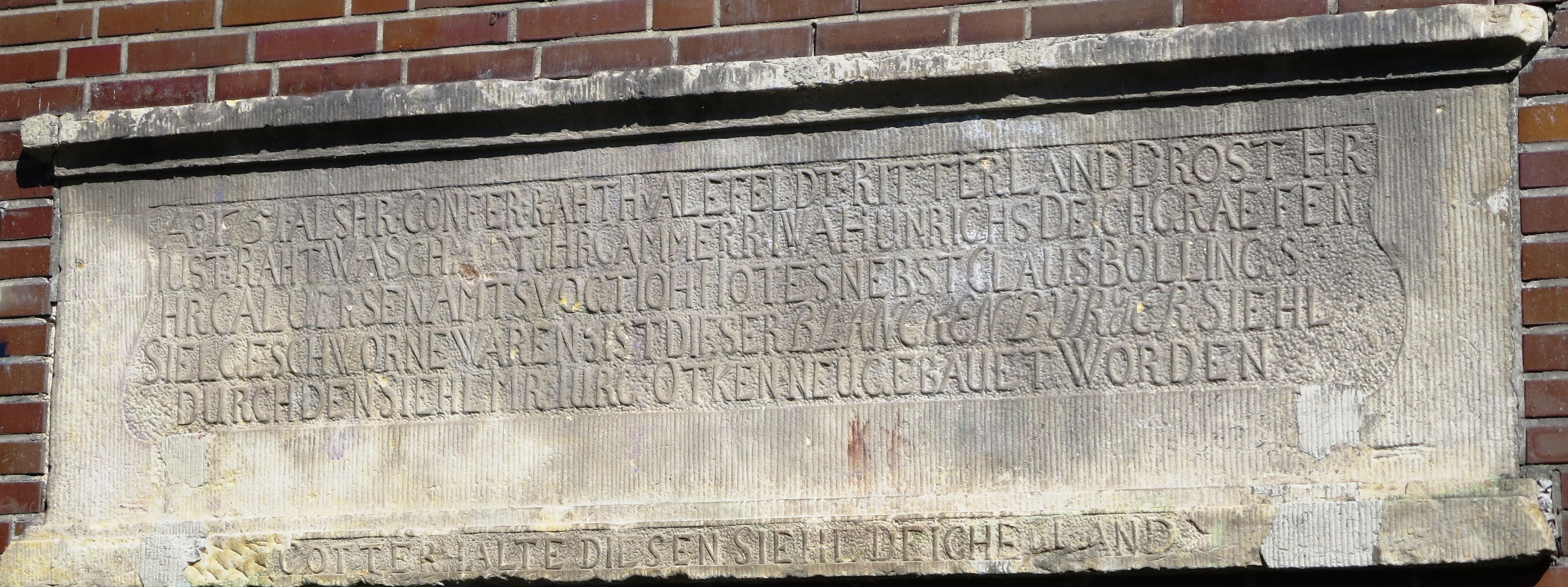
Sielstein von 1751 mit Namen des Landdrosten Hans v. Ahlefeldt am Koppelsiel in Oldenburg

Hans von Ahlefeldt (* 22. Januar 1710 in Hamburg; † 26. Mai 1780 in Rellingen) war Geheimrat und Amtmann im dänischen Staatsdienst und zuletzt Landdrost in Pinneberg.

## Leben und Wirken

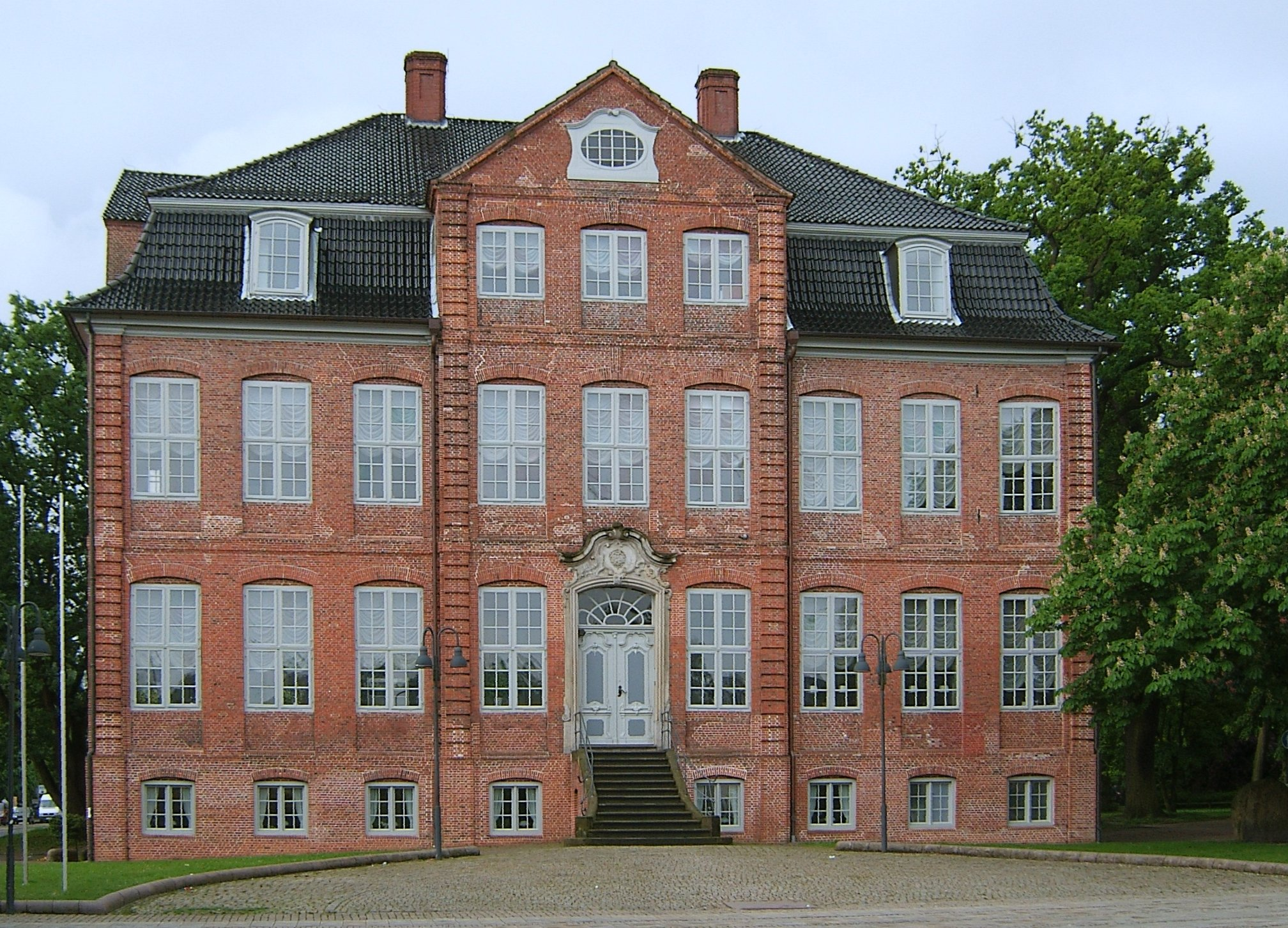
Drostei (Pinneberg), 1765–1767 unter dem Landdrosten Hans von Ahlefeldt erbaut.

Als erstes Kind aus der zweiten Ehe des einflussreichen dänischen Diplomaten Hans Heinrich von Ahlefeldt mit Mette geb. Reichsfreiin Kielmann von Kielmannsegg stammte er aus holsteinischem Adelsgeschlecht Ahlefeld, das zu den Equites Originarii, also dem holsteinischen Uradel, zählte. Mit seinem Bruder Heinrich von Ahlefeldt (* 1711 in Hamburg; † 18. Juni 1765 in Haderslev) wurde er acht Jahre lang in Hamburg von einem Hauslehrer, dem nachmaligen Rochlitzer Superintendenten Christlieb Gottwald Wabst (1694–1743) aus Dresden, unterrichtet.
1729 wurde er zum Kammerjunker ernannt. Von 1733 bis 1741 war er Assessor in der dänischen Admiralität und 1736 als Maître des requêtes Referent beim Staatsrat. 1741 folgte die Ernennung zum Konferenzrat und am 16. März 1741 die Bestallung als Landdrost der Grafschaft Delmenhorst und der Grafschaft Oldenburg. 1749 wurde er in den Dannebrog-Orden aufgenommen. Ab 15. Februar 1752 war er Amtmann in Husum, Schwabstedt und Nordstrand sowie Oberstaller in Eiderstedt. 1759 wurde er zum Geheimrat und Ersten Deputierten für Finanzen berufen, 1760 zum Deputierten in der Zollkammer und im Landesökonomie- und Kommerzkollegium und mit dem Ordre de l’union parfaite ausgezeichnet. 1765 wurde er unter Rücktritt von allen übrigen Ämtern zum Landdrosten in Pinneberg und zum Geheimen Konferenzrat ernannt. 1770 gab er sein Amt an Jürgen Erich Scheel weiter, der seit 1765 mit seiner Nichte Anna Dorothea (1743–1805) verheiratet war.
Er war seit dem 28. April 1748 verheiratet mit Sophie Friederike Joachime Ernestine geb. Grote (* 2. Februar 1717; † 6. Dezember 1791), der Witwe des Reichshof- und Landrats Detlev Graf Rantzau zu Ahrensburg. Seine Tochter Ernestine (1753–1796) heiratete 1778 Friedrich von Schimmelmann (* 1754 in Dresden; † 1800 in Ahrensburg), einen jüngeren Sohn von Heinrich Carl von Schimmelmann.